# Tourailles-sous-Bois
Pour les articles homonymes, voir Tourailles et Les Tourailles.
Tourailles-sous-Bois est une commune associée du département de la Meuse, en région Grand Est.

## Histoire
Le 1er janvier 1973, la commune de Tourailles-sous-Bois est rattachée à celle de Gondrecourt-le-Château sous le régime de la fusion-association.

## Politique et administration
| Période                                  | Période | Identité          | Étiquette | Qualité |
| ---------------------------------------- | ------- | ----------------- | --------- | ------- |
| 2008                                     | 2014    | Guillaume LUPORSI |           |         |
| Les données manquantes sont à compléter. |         |                   |           |         |

## Démographie
| 1886 | 1896 | 1906 | 1926 | 1936 | 1946 | 1954 | 1962 | 1968 |
| ---- | ---- | ---- | ---- | ---- | ---- | ---- | ---- | ---- |
| 88   | 72   | 60   | 51   | 47   | 40   | 51   | 47   | 30   |